# 一億総白痴化
一億総白痴化（）とは、社会評論家の大宅壮一が生み出した流行語である。「テレビというメディアは非常に低俗なものであり、テレビばかり見ていると人間の想像力や思考力を低下させてしまう」という意味合いの言葉である。ただし、「総」を付け加えたのは、小説家の松本清張である。

## 原典
もともとは『週刊東京』1957年2月2日号における以下の論評が広まったものである。
この『一億白痴化』の中程に「総」がつけられて広まり流行語となったのが『一億総白痴化』である。
『東京新聞』夕刊1957年1月27日のコラム「放射線」欄で、テレビの卑俗さについて「ある人はこれを国民白痴化運動」と言ったとする記事が出た。記事は「閑息亭」のペンネームで投稿されたが、筆致が大宅と似ていて、この記事が原典だと言われている。
朝日放送の広報誌『放送朝日』は、1957年8月号で「テレビジョン・エイジの開幕に当たってテレビに望む」という特集を企画し、識者の談話を集めた。このなかで松本清張が「かくて将来、日本人一億が総白痴となりかねない」という表現で「総」をつけた点が重要視されている。

## 評価
当時テレビの普及は始まったばかりだったため（1953年から1955年にかけて、キー各局が開局している。テレビ#1950年代を参照）、この造語によって大宅は日本の「テレビ時代の初期においてその弊害を看破した」と評されている。
大宅がこの記事を書く動機となったのは、日本テレビで放送されていた視聴者参加番組『ほろにがショー 何でもやりまショー』（1956年11月3日放送分）であるとされている。大宅の娘でジャーナリストの大宅映子によると、出演者が早慶戦で慶應側の応援席に入って早稲田の応援旗を振り、大変な騒ぎになって摘み出される場面（どんなスポーツでもホーム側でアウェーの、またアウェー側でホームの応援は禁止）を見た大宅は「阿呆か!」とつぶやいたという。
書物を読む行為はみずから能動的に活字をひろいあげてその内容を理解する行為であり、それには文字が読めなければならないし、内容を理解するために自分の頭のなかでさまざまな想像や思考を凝らさねばならない。これに対してテレビは、単にぼんやりと受動的に映し出される映像を眺めて、流れてくる音声を聞くだけである点から、人間の想像力や思考力を低下させるといったことを指摘している。
「一億総＊＊」という用法に関しては、これ以前にも太平洋戦争で本土決戦が差し迫った際の「一億玉砕」「進め一億火の玉だ」、敗戦後の「一億総懺悔」（当時の首相東久邇宮稔彦王）といった語もあり、大樹の陰に入り多勢に流れ易く流れに棹差す日本人の集団主義心性も表している。高度経済成長以後には55年体制下安定した政治経済を背景に貧富の差の少なくなった「一億総中流」といった語も生まれた。